# مرجع لغوسازشبح
مرجع لغوسازشبح (اختصاری جی‌سی‌آر) یک زیرسیگنال (به انگلیسی: sub-signal) ویژه در یک کانال تلویزیونی است که گیرنده‌ها می‌توانند از آن برای جبران اثر شبح‌سازی سیگنال تلویزیونی که توسط انتشار چندمسیره بین فرستنده و گیرنده اعوجاجی‌شده، استفاده کنند.
در ایالات متحده، سیگنال GCR یک چِرپ در فرکانس سیگنال مدوله‌کننده از ۰ تا ۴٫۲ مگاهرتز هرتز است، که درطول بازه محوسازی عمودی روی یک خط ویدیویی (خط ۱۹ در ایالات متحده) منتقل می‌شود، یک بار در هر فریم ۱۸۰ درجه تغییر فاز می‌دهد، با این الگو هر چهار خط معکوس می‌شود. گیرنده‌های تلویزیون نسخه‌های محلی خود را از این سیگنال تولید می‌کنند و از مقایسه بین سیگنال‌های محلی و راه‌دور برای هماهنگی یک برابرگر تطبیقی که تصاویر شبح روی صفحه را حذف می‌کند، استفاده می‌کنند.
جی‌سی‌آر پس از توصیه آن در سال ۱۹۹۳ توسط کمیته سامانه‌های تلویزیونی پیشرفته معرفی شد.